# Руси Христозов
Руси Христозов Господинов (Динтов) (Райчо) е български политик от Българската комунистическа партия (БКП).
След Деветосептемврийския преврат през 1944 година заема ръководни длъжности във вътрешното министерство, като участва в унищожаването на опозицията. От 1949 до 1962 година участва в правителството като министър на вътрешните работи, на доставките и хранителната промишленост, на планирането и вътрешната търговия. С работата си като вътрешен министър играе активна роля политическите насилия и извършваните от министерството противозаконни дейности.

## Биография
Роден е на 13 ноември (31 октомври стар стил) 1914 година в Мусачево, Старозагорско като Руси Христов Динтов. От 1930 година е член на Българския комунистически младежки съюз. През 1933 година постъпва в Агрономическия факултет на Софийския университет „Свети Климент Охридски“ и става член на Българския общ народен студентски съюз, но през същата година е изключен от университета за участието си в студентска стачка. През 1936 година завършва финанси в Свободния университет (сега УНСС) в София, след което отново постъпва в Софийския университет и през 1940 година завършва право.
През 1934 година Христозов става член на БКП и работи във военизираните структури на партията в София. На два пъти, през 1941 – 1942 и 1942 – 1943, е изпращан в лагера Кръсто поле, но е освобождаван и продължава незаконната си дейност. Бил е партизанин в Трънския партизански отряд. Нелегалното му име от този период е Райчо.
След Деветосептемврийския преврат през 1944 година Руси Христозов става директор на администрацията на Министерство на вътрешните работи и първи секретар на Софийския областен комитет на БРП. От 17 ноември 1944 година става директор на Народната милиция, на 28 април 1947 година – на „Държавна сигурност“, а от 1948 година е първи помощник-министър на вътрешните работи. Той участва активно в кампанията за унищожаване на опозицията и получава звание генерал-лейтенант.
От 1949 до 1951 Руси Христозов е министър на вътрешните работи в правителствата на Васил Коларов и Вълко Червенков. Инициатор е на масовите изселвания от селата в Западна България през лятото на 1950 година, при които хиляди семейства, смятани за политически неблагонадеждни, са разпръснати из цялата страна. Отстранен е като част от мерките на Вълко Червенков да утвърди личния си контрол във вътрешното министерство.
След това Христозов е министър на доставките и хранителната промишленост (1951 – 1953), министър на доставките (1953 – 1956). Прехвърлен е на този пост, създаден по съветски образец, заради ключовата му роля в провеждането на колективизацията чрез системата на нарядите.
Председател е на Държавната планова комисия (1956 – 1959) и министър на вътрешната търговия (1959 – 1962) в правителствата на Вълко Червенков и Антон Югов.
След падането на правителството на Антон Югов през 1962 година, Руси Христозов също изпада в немилост и е отстранен от Министерския съвет и Централния комитет на БКП. За кратко е посланик в Източна Германия (1962 – 1963), след което е директор на няколко предприятия в хранителната промишленост (1963 – 1971) и чиновник в Министерство на земеделието (1971 – 1979).
Руси Христозов умира на 20 декември 1990 година в София.